# Panulia vinacea
Panulia vinacea là một loài bướm đêm trong họ Geometridae.